# MDK (비디오 게임)
《MDK》는 샤이니 엔터테인먼트가 마이크로소프트 윈도우용으로 개발한 1997년 3인칭 슈팅 게임 비디오 게임이다. 쇽웨이브에 의해 맥 OS로 포팅되었으며, 네버소프트에 의해 플레이스테이션으로 포팅되었다. 북아메리카에서는 PIE에 의해 모든 시스템에 배급되었으며, 유럽에는 샤이니 엔터테인먼트가 이들을 배급하였다. 윈도우 버전은 1997년 4월, 맥 버전은 6월, 플레이스테이션 버전은 11월에 출시되었다. 이 게임은 2008년 9월 GOG.com에 릴리스되었으며 2009년 9월에는 스팀에 출시되었다.

## 게임플레이
대부분의 경우 MDK는 달리고 총으로 쏘는 3인칭 슈팅 게임이다.

## 평가
MDK는 PC와 플레이스테이션 부문에서 둘 다 대체적으로 긍정적인 평가를 받았다.